# Palame mimetica
Palame mimetica är en skalbaggsart som beskrevs av Monné 1985. Palame mimetica ingår i släktet Palame och familjen långhorningar.
Artens utbredningsområde är:
- Surinam.
- Venezuela.

Inga underarter finns listade i Catalogue of Life.